# Villa Vistarenni

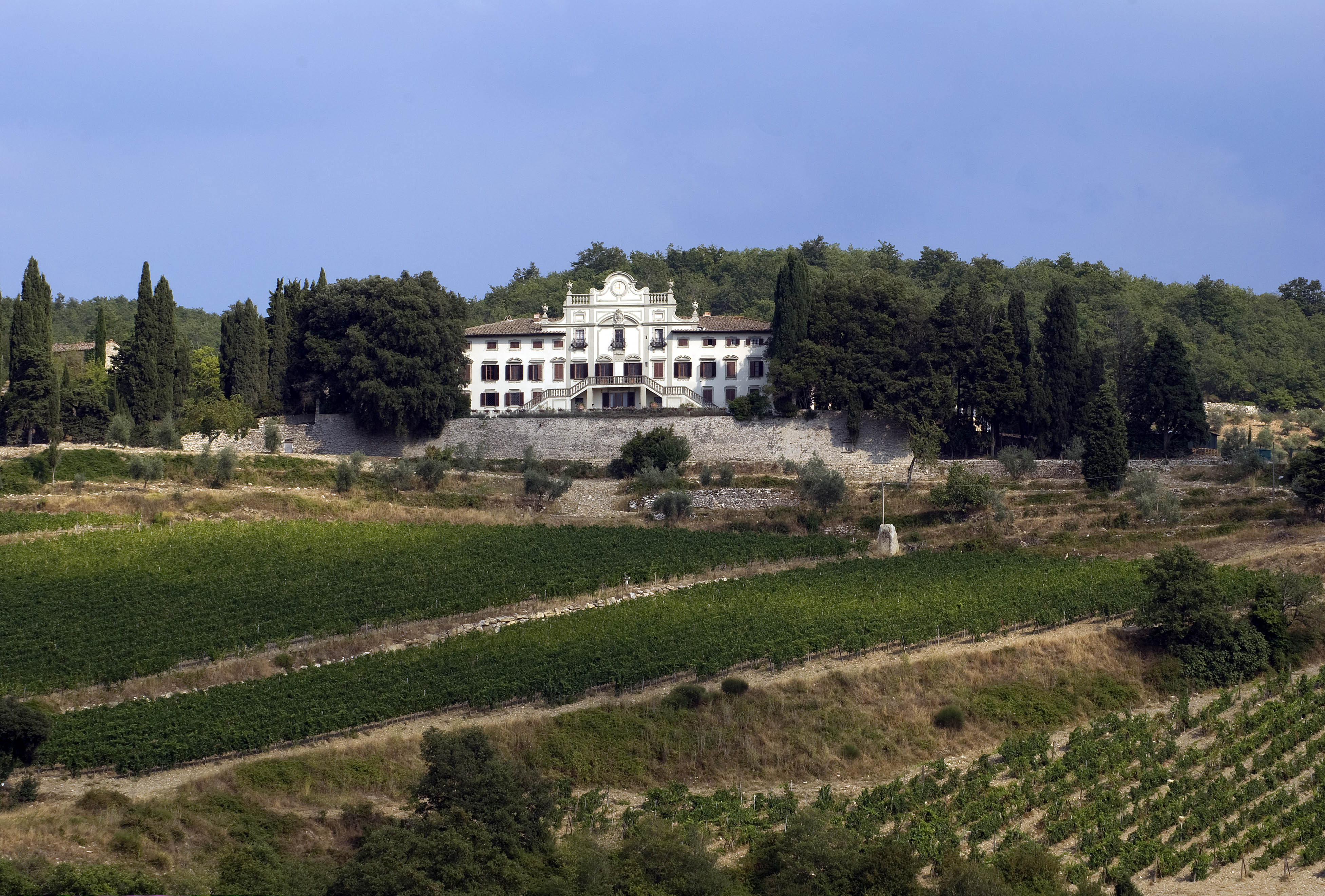
Villa Vistarenni

Villa Vistarenni è una dimora signorile situata nel cuore del Chianti Classico nel comune di Gaiole in Chianti.

## Storia
In origine era conosciuta come Fisterinne e con questo nome, non si sa se riferito ad una castello o a un villeggio, la troviamo citata per la prima volta in una carta della Badia a Coltibuono risalente al 1033; in tale atto stilato nel castello di Montegrossi venivano stilati i confini con san Donato in Perano. 
Nel XV secolo Fisterinne era un villaggio appartenente alla famiglia Cecchini di Panzano. Nel 1621 diventa di proprietà di Giannozzo da Cepparello per poi passare nel secolo successivo alla famiglia Pianigiani, originari di Radda in Chianti e in quel periodo viene trasformata da castello in villa rinascimentale dotata di corte, orto , frantoio e cantina. Nel 1852 diventa di proprietà di Ferdinando Strozzi (1821-1878), senatore del regno d'Italia dal 1860. Nel 1895 risulta proprietario il barone Giorgio Sonnino, fratello di Sidney Sonnino. Attualmente appartiene alla famiglia Tognana.

## Descrizione
La villa è una costruzione in stile cinquecentesco anche se l'attuale aspetto le è stato donato tra il 1914 e il 1919 su progetto dell'architetto Ludovico Fortini.
La villa sorge in splendida posizione in pieno territorio chiantigiano. La facciata è caratterizzata da una scala spezzata in due tronconi di notevole impatto scenografico.
Nel parco sorge una cappella dedicata a Santa Maddalena de'Pazzi. La cappella presenta sull'architrave la data 1584 e la seguente iscrizione: D.O.M. TM MAGDALENA DE PAZZIS DI A.D. MDLXXXIV. La cappella fu usata anche come sepolcreto privato dalla famiglia Sonnino. Resta il mistero del perché sia stata intitolata  a Maria Maddalena de' Pazzi; probabilmente perché da giovane la futura santa visse per alcuni anni nel castello di Albola e alla famiglia dei Pazzi appartenne la cappella del Mercatale che si trova all'incrocio tra Albola, Radda in Chianti e Vistarenni.